# Grand Prix Holandii 2021
Grand Prix Holandii 2021, oficjalnie Formula 1 Heineken Dutch Grand Prix 2021 – trzynasta runda Mistrzostw Świata Formuły 1 w sezonie 2021. Grand Prix odbyło się w dniach 3–5 września na torze Circuit Zandvoort w Zandvoort. Wyścig wygrał po starcie z pole position Max Verstappen (Red Bull), a na podium kolejno stanęli obaj kierowcy Mercedesa – Lewis Hamilton oraz Valtteri Bottas.

## Lista startowa
Na czerwonym tle kierowcy wycofani z weekendu wyścigowego.
| Nr          | Kierowca           | Zespół                                  | Samochód                          | Silnik                      | Opony |
| ----------- | ------------------ | --------------------------------------- | --------------------------------- | --------------------------- | ----- |
| 3           | Daniel Ricciardo   | McLaren F1 Team                         | McLaren MCL35M                    | Mercedes-AMG F1 M12 1,6 V6T | P     |
| 4           | Lando Norris       | McLaren F1 Team                         | McLaren MCL35M                    | Mercedes-AMG F1 M12 1,6 V6T | P     |
| 5           | Sebastian Vettel   | Aston Martin Cognizant Formula One Team | Aston Martin AMR21                | Mercedes-AMG F1 M12 1,6 V6T | P     |
| 6           | Nicholas Latifi    | Williams Racing                         | Williams FW43B                    | Mercedes-AMG F1 M12 1,6 V6T | P     |
| 7           | Kimi Räikkönen     | Alfa Romeo Racing ORLEN                 | Alfa Romeo C41                    | Ferrari 065/6 1,6 V6T       | P     |
| 9           | Nikita Mazepin     | Uralkali Haas F1 Team                   | Haas VF-21                        | Ferrari 065/6 1,6 V6T       | P     |
| 10          | Pierre Gasly       | Scuderia AlphaTauri Honda               | AlphaTauri AT02                   | Honda RA621H 1,6 V6T        | P     |
| 11          | Sergio Pérez       | Red Bull Racing Honda                   | Red Bull RB16B                    | Honda RA621H 1,6 V6T        | P     |
| 14          | Fernando Alonso    | Alpine F1 Team                          | Alpine A521                       | Renault E-Tech 20B 1,6 V6T  | P     |
| 16          | Charles Leclerc    | Scuderia Ferrari Mission Winnow         | Ferrari SF21                      | Ferrari 065/6 1,6 V6T       | P     |
| 18          | Lance Stroll       | Aston Martin Cognizant Formula One Team | Aston Martin AMR21                | Mercedes-AMG F1 M12 1,6 V6T | P     |
| 22          | Yūki Tsunoda       | Scuderia AlphaTauri Honda               | AlphaTauri AT02                   | Honda RA621H 1,6 V6T        | P     |
| 31          | Esteban Ocon       | Alpine F1 Team                          | Alpine A521                       | Renault E-Tech 20B 1,6 V6T  | P     |
| 33          | Max Verstappen     | Red Bull Racing Honda                   | Red Bull RB16B                    | Honda RA621H 1,6 V6T        | P     |
| 44          | Lewis Hamilton     | Mercedes-AMG Petronas Formula One Team  | Mercedes-AMG F1 W12 E Performance | Mercedes-AMG F1 M12 1,6 V6T | P     |
| 47          | Mick Schumacher    | Uralkali Haas F1 Team                   | Haas VF-21                        | Ferrari 065/6 1,6 V6T       | P     |
| 55          | Carlos Sainz Jr.   | Scuderia Ferrari Mission Winnow         | Ferrari SF21                      | Ferrari 065/6 1,6 V6T       | P     |
| 63          | George Russell     | Williams Racing                         | Williams FW43B                    | Mercedes-AMG F1 M12 1,6 V6T | P     |
| 77          | Valtteri Bottas    | Mercedes-AMG Petronas Formula One Team  | Mercedes-AMG F1 W12 E Performance | Mercedes-AMG F1 M12 1,6 V6T | P     |
| 88          | Robert Kubica      | Alfa Romeo Racing ORLEN                 | Alfa Romeo C41                    | Ferrari 065/6 1,6 V6T       | P     |
| 99          | Antonio Giovinazzi | Alfa Romeo Racing ORLEN                 | Alfa Romeo C41                    | Ferrari 065/6 1,6 V6T       | P     |
| Źródło: FIA |                    |                                         |                                   |                             |       |

## Wyniki

### Zwycięzcy sesji treningowych
| Sesja       | Nr | Kierowca        | Konstruktor | Czas     | Okr. |
| ----------- | -- | --------------- | ----------- | -------- | ---- |
| 1           | 44 | Lewis Hamilton  | Mercedes    | 1:11,500 | 17   |
| 2           | 16 | Charles Leclerc | Ferrari     | 1:10,902 | 29   |
| 3           | 33 | Max Verstappen  | Red Bull    | 1:09,623 | 13   |
| Źródło: FIA |    |                 |             |          |      |

### Kwalifikacje
| P                    | Nr | Kierowca           | Konstruktor           | Czasy w kwalifikacjach | Czasy w kwalifikacjach | Czasy w kwalifikacjach | Poz. s. |
| P                    | Nr | Kierowca           | Konstruktor           | Q1                     | Q2                     | Q3                     | Poz. s. |
| -------------------- | -- | ------------------ | --------------------- | ---------------------- | ---------------------- | ---------------------- | ------- |
| 1                    | 33 | Max Verstappen     | Red Bull Racing-Honda | 1:10,036               | 1:09,071               | 1:08,885               | 1       |
| 2                    | 44 | Lewis Hamilton     | Mercedes              | 1:10,114               | 1:09,726               | 1:08,923               | 2       |
| 3                    | 77 | Valtteri Bottas    | Mercedes              | 1:10,219               | 1:09,769               | 1:09,222               | 3       |
| 4                    | 10 | Pierre Gasly       | AlphaTauri-Honda      | 1:10,274               | 1:09,541               | 1:09,478               | 4       |
| 5                    | 16 | Charles Leclerc    | Ferrari               | 1:09,829               | 1:09,437               | 1:09,527               | 5       |
| 6                    | 55 | Carlos Sainz Jr.   | Ferrari               | 1:10,022               | 1:09,870               | 1:09,537               | 6       |
| 7                    | 99 | Antonio Giovinazzi | Alfa Romeo-Ferrari    | 1:10,050               | 1:10,033               | 1:09,590               | 7       |
| 8                    | 31 | Esteban Ocon       | Alpine-Renault        | 1:10,179               | 1:09,919               | 1:09,933               | 8       |
| 9                    | 14 | Fernando Alonso    | Alpine-Renault        | 1:10,435               | 1:10,020               | 1:09,956               | 9       |
| 10                   | 3  | Daniel Ricciardo   | McLaren-Mercedes      | 1:10,255               | 1:09,865               | 1:10,166               | 10      |
| 11                   | 63 | George Russell     | Williams-Mercedes     | 1:10,382               | 1:10,332               |                        | 11      |
| 12                   | 18 | Lance Stroll       | Aston Martin-Mercedes | 1:10,438               | 1:10,367               |                        | 12      |
| 13                   | 4  | Lando Norris       | McLaren-Mercedes      | 1:10,489               | 1:10,406               |                        | 13      |
| 14                   | 6  | Nicholas Latifi    | Williams-Mercedes     | 1:10,093               | 1:11,161               |                        | PL      |
| 15                   | 22 | Yūki Tsunoda       | AlphaTauri-Honda      | 1:10,462               | 1:11,314               |                        | 14      |
| 16                   | 11 | Sergio Pérez       | Red Bull Racing-Honda | 1:10,530               |                        |                        | PL      |
| 17                   | 5  | Sebastian Vettel   | Aston Martin-Mercedes | 1:10,731               |                        |                        | 15      |
| 18                   | 88 | Robert Kubica      | Alfa Romeo-Ferrari    | 1:11,301               |                        |                        | 16      |
| 19                   | 47 | Mick Schumacher    | Haas-Ferrari          | 1:11,387               |                        |                        | 17      |
| 20                   | 9  | Nikita Mazepin     | Haas-Ferrari          | 1:11,875               |                        |                        | 18      |
| 107% czasu: 1:14,717 |    |                    |                       |                        |                        |                        |         |
| Źródło: FIA          |    |                    |                       |                        |                        |                        |         |

Uwagi
1. ↑  Nicholas Latifi otrzymał karę cofnięcia o 5 pozycji za nieplanowaną zmianę skrzyni biegów[7], oraz został zmuszony do startu z alei serwisowej za wymianę przedniego skrzydła z inną specyfikacją[8].
2. ↑  Sergio Pérez otrzymał karę cofnięcia na koniec stawki za wymianę elementów jednostki napędowej ponad regulaminowy limit[9], oraz został zmuszony do startu z alei serwisowej za wymianę baterii z inną specyfikacją[10].

### Wyścig
| P           | Nr | Kierowca           | Konstruktor           | Okr. | Czas                | Start | +/−       | Punkty |
| ----------- | -- | ------------------ | --------------------- | ---- | ------------------- | ----- | --------- | ------ |
| 1           | 33 | Max Verstappen     | Red Bull Racing-Honda | 72   | 1:30:05,395         | 1     | Bez zmian | 25     |
| 2           | 44 | Lewis Hamilton     | Mercedes              | 72   | +20,932             | 2     | Bez zmian | 18+1   |
| 3           | 77 | Valtteri Bottas    | Mercedes              | 72   | +56,460             | 3     | Bez zmian | 15     |
| 4           | 10 | Pierre Gasly       | AlphaTauri-Honda      | 71   | +1 okrążenie        | 4     | Bez zmian | 12     |
| 5           | 16 | Charles Leclerc    | Ferrari               | 71   | +1 okrążenie        | 5     | Bez zmian | 10     |
| 6           | 14 | Fernando Alonso    | Alpine-Renault        | 71   | +1 okrążenie        | 9     | 3         | 8      |
| 7           | 55 | Carlos Sainz Jr.   | Ferrari               | 71   | +1 okrążenie        | 6     | 1         | 6      |
| 8           | 11 | Sergio Pérez       | Red Bull Racing-Honda | 71   | +1 okrążenie        | PL    | 12        | 4      |
| 9           | 31 | Esteban Ocon       | Alpine-Renault        | 71   | +1 okrążenie        | 8     | 1         | 2      |
| 10          | 4  | Lando Norris       | McLaren-Mercedes      | 71   | +1 okrążenie        | 13    | 3         | 1      |
| 11          | 3  | Daniel Ricciardo   | McLaren-Mercedes      | 71   | +1 okrążenie        | 10    | 1         |        |
| 12          | 18 | Lance Stroll       | Aston Martin-Mercedes | 70   | +2 okrążenia        | 12    | Bez zmian |        |
| 13          | 5  | Sebastian Vettel   | Aston Martin-Mercedes | 70   | +2 okrążenia        | 15    | 2         |        |
| 14          | 99 | Antonio Giovinazzi | Alfa Romeo-Ferrari    | 70   | +2 okrążenia        | 7     | 7         |        |
| 15          | 88 | Robert Kubica      | Alfa Romeo-Ferrari    | 70   | +2 okrążenia        | 16    | 1         |        |
| 16          | 6  | Nicholas Latifi    | Williams-Mercedes     | 70   | +2 okrążenia        | PL    | 4         |        |
| 17          | 63 | George Russell     | Williams-Mercedes     | 69   | NU (silnik)         | 11    | 6         |        |
| 18          | 47 | Mick Schumacher    | Haas-Ferrari          | 69   | +3 okrążenia        | 17    | 1         |        |
| NS          | 22 | Yūki Tsunoda       | AlphaTauri-Honda      | 48   | NU (jednostka mocy) | 14    |           |        |
| NS          | 9  | Nikita Mazepin     | Haas-Ferrari          | 41   | NU (hydraulika)     | 18    |           |        |
| Źródło: FIA |    |                    |                       |      |                     |       |           |        |

Uwagi
1. ↑  Dodatkowy 1 punkt jest przyznawany kierowcy, który ustanowił najszybsze okrążenie w wyścigu, pod warunkiem, że ukończył wyścig w pierwszej 10.
2. ↑  George Russell został sklasyfikowany, ponieważ przejechał więcej niż 90% dystansu wyścigu.

### Najszybsze okrążenie
| Nr          | Kierowca       | Konstruktor | Czas     | Okr. |
| ----------- | -------------- | ----------- | -------- | ---- |
| 44          | Lewis Hamilton | Mercedes    | 1:11,097 | 72   |
| Źródło: FIA |                |             |          |      |

### Prowadzenie w wyścigu
| Nr                              | Kierowca        | Konstruktor | Okrążenia   | Suma |
| ------------------------------- | --------------- | ----------- | ----------- | ---- |
| 33                              | Max Verstappen  | Red Bull    | 1–21, 30–72 | 64   |
| 77                              | Valtteri Bottas | Mercedes    | 22–29       | 8    |
| \| Wykres \| \| ------ \| \| \| |                 |             |             |      |
| Źródło: FIA                     |                 |             |             |      |
| Wykres                          |                 |             |             |      |
|                                 |                 |             |             |      |

## Klasyfikacja po wyścigu

### Kierowcy
Źródło: FIA
| P  | +/− | Kierowca           | Starty | Punkty | P1 | P2 | P3 | PP | NO | NS |
| -- | --- | ------------------ | ------ | ------ | -- | -- | -- | -- | -- | -- |
| 1  | +1  | Max Verstappen     | 13     | 224,5  | 7  | 3  | –  | 6  | 4  | 1  |
| 2  | −1  | Lewis Hamilton     | 13     | 221,5  | 4  | 5  | 1  | 3  | 4  | –  |
| 3  | +1  | Valtteri Bottas    | 13     | 123    | –  | 1  | 6  | 1  | 2  | 3  |
| 4  | −1  | Lando Norris       | 13     | 114    | –  | –  | 3  | –  | –  | 1  |
| 5  | 0   | Sergio Pérez       | 13     | 108    | 1  | –  | 1  | –  | 1  | 1  |
| 6  | +1  | Charles Leclerc    | 13     | 92     | –  | 1  | –  | 2  | –  | 2  |
| 7  | −1  | Carlos Sainz Jr.   | 13     | 89,5   | –  | 1  | 1  | –  | –  | –  |
| 8  | +1  | Pierre Gasly       | 13     | 66     | –  | –  | 1  | –  | 1  | 1  |
| 9  | −1  | Daniel Ricciardo   | 13     | 56     | –  | –  | –  | –  | –  | –  |
| 10 | +1  | Fernando Alonso    | 13     | 46     | –  | –  | –  | –  | –  | 1  |
| 11 | −1  | Esteban Ocon       | 13     | 44     | 1  | –  | –  | –  | –  | 2  |
| 12 | 0   | Sebastian Vettel   | 13     | 35     | –  | 1  | –  | –  | –  | 2  |
| 13 | 0   | Yūki Tsunoda       | 13     | 18     | –  | –  | –  | –  | –  | 2  |
| 14 | 0   | Lance Stroll       | 13     | 18     | –  | –  | –  | –  | –  | 2  |
| 15 | 0   | George Russell     | 13     | 13     | –  | 1  | –  | –  | –  | 2  |
| 16 | 0   | Nicholas Latifi    | 13     | 7      | –  | –  | –  | –  | –  | 1  |
| 17 | 0   | Kimi Räikkönen     | 12     | 2      | –  | –  | –  | –  | –  | 1  |
| 18 | 0   | Antonio Giovinazzi | 13     | 1      | –  | –  | –  | –  | –  | –  |
| 19 | 0   | Mick Schumacher    | 13     | 0      | –  | –  | –  | –  | –  | –  |
| 20 | 0   | Nikita Mazepin     | 13     | 0      | –  | –  | –  | –  | –  | 3  |
| 21 | N   | Robert Kubica      | 1      | 0      | –  | –  | –  | –  | –  | –  |
| P  | +/− | Kierowca           | Starty | Punkty | P1 | P2 | P3 | PP | NO | NS |

### Konstruktorzy
Źródło: FIA
| P  | +/− | Konstruktor               | Starty | Punkty | P1 | P2 | P3 | PP | NO | NS |
| -- | --- | ------------------------- | ------ | ------ | -- | -- | -- | -- | -- | -- |
| 1  | 0   | Mercedes                  | 26     | 344,5  | 4  | 6  | 7  | 4  | 6  | 3  |
| 2  | 0   | Red Bull Racing-Honda     | 26     | 332,5  | 8  | 3  | 1  | 7  | 5  | 2  |
| 3  | +1  | Ferrari                   | 26     | 181,5  | –  | 2  | 1  | 2  | –  | 2  |
| 4  | −1  | McLaren-Mercedes          | 26     | 170    | –  | –  | 3  | –  | –  | 1  |
| 5  | 0   | Alpine-Renault            | 26     | 90     | 1  | –  | –  | –  | –  | 3  |
| 6  | 0   | Scuderia AlphaTauri-Honda | 26     | 84     | –  | –  | 1  | –  | 1  | 3  |
| 7  | 0   | Aston Martin-Mercedes     | 26     | 53     | –  | 1  | –  | –  | –  | 4  |
| 8  | 0   | Williams-Mercedes         | 26     | 20     | –  | 1  | –  | –  | –  | 3  |
| 9  | 0   | Alfa Romeo Racing-Ferrari | 26     | 3      | –  | –  | –  | –  | –  | 1  |
| 10 | 0   | Haas-Ferrari              | 26     | 0      | –  | –  | –  | –  | –  | 3  |
| P  | +/− | Konstruktor               | Starty | Punkty | P1 | P2 | P3 | PP | NO | NS |